# V (zpěvák)
V (* 30. prosince 1995 Tegu), rodným jménem Kim Tche-hjong (korejsky 김태형, anglický přepis: Kim Tae-hyung), je jihokorejský zpěvák, hudební skladatel, herec, tanečník a člen skupiny BTS. Spolu se svými mladšími sourozenci (sestrou Kim Eon Jin a bratrem Kim Jeong Gyuem) se narodil farmářům.

## Kariéra

### 2013–současnost: BTS
Tche-hjongova kariéra začala, když v roce 2014 se svým spoluhráčem Jiminem na oslavu maturity zremixovali a nahráli na Soundcloud skladbu Old School Love ft. Ed Sheeran. 13. června 2013 jakožto člen BTS debutoval se skladbou No More Dream z alba 2 Cool 4 Skool.
Do skupiny Bangtan Boys se přidal v roce 2011, avšak jako oficiální člen kapely byl představen až v roce 2013. Společně s dalšími produkoval hity jako Fun Boyz (který vypracoval s dalším členem BTS jménem Suga) nebo Hold Me Tight, který byl součástí alba The Most Beautiful Moment in Life, Part 1. K písni Run, z alba The Most Beautiful Moment in Life, Part 2 složil hudbu, která byla doplněna zpěvem od Čona Čong-kuka. Tche-hjong neoficiálně vydal ve spolupráci s J-Hopem (J-Hope – člen BTS) coververzi skladby Hug Me. Dále se proslavil coververzí skladby Someone Like You od Adele.

### 2016–současnost: Sólové aktivity
V roce 2016 udělal filmový debut v historickém dramatu Hwarang: The Poet Warrior Youth. Kromě toho spolupracoval s Jinem na písni k filmu Hwarang jménem Even If I Die, It's You. 8. června 2017 vydal na oslavu 4. výročí kapely BTS skladbu 4 o'clock, ve které vystupuje RM.

## Diskografie
| Rok  | Název                                             | Album                               | Prodáno       |
| ---- | ------------------------------------------------- | ----------------------------------- | ------------- |
| 2016 | „Stigma“                                          | Wings                               | Kor.:110,898+ |
| 2016 | „Even If I Die, It's You“ (spolu s Kim SeokJinem) | Hwarang: The Poet Warrior Youth OST | Kor.:138,372+ |
| 2018 | „Singularity“                                     | Love Yourself: Tear                 |               |
| 2019 | „Scenery“                                         |                                     |               |

## Filmografie
| Rok  | Název                           | Role          | Poznámka      |
| ---- | ------------------------------- | ------------- | ------------- |
| 2016 | Hwarang: The Poet Warrior Youth | Seok Han-sung | podpůrná role |

| Rok  | Stanice | Název              | Role             | Poznámka           |
| ---- | ------- | ------------------ | ---------------- | ------------------ |
| 2016 | MBig TV | Celebrity Bromance | člen obsazenstva | 1. řada, 1.–4. díl |